# Protestantyzm w Hondurasie
Protestantyzm w Hondurasie – społeczność Kościołów protestanckich w Hondurasie obejmuje 39% ludności. Zgodnie z Latynobarometrem 2017, Honduras jest pierwszym krajem Ameryki Łacińskiej, w którym protestanci wyprzedzili liczebnie katolików. Znaczną większość protestantów w Hondurasie stanowią zielonoświątkowcy (14,2% – 2010). Inne większe społeczności to adwentyści dnia siódmego, baptyści i bracia plymuccy.

## Historia
Protestanckie wysiłki ewangelizacyjne rozpoczęły się w dużej mierze od wysp Bahia spowodowane wpływami brytyjskimi. Początki anglikanizmu w Hondurasie sięgają 1730 roku. Około 1860 roku przybyli misjonarze wesleyańskich metodystów. W XX wieku ta praca misyjna została przekazana dla Afrykańskiego Kościoła Metodystyczno-Episkopalnego. Brytyjscy baptyści wysyłali misjonarzy do wysp około roku 1846. Centralna Misja Amerykańska i Kościół Adwentystów Dnia Siódmego przybyły do 1890 roku i rozpoczęły kilka udanych stacji misyjnych. Większość misji zielonoświątkowych zostało zapoczątkowanych w latach '70 i '80 XX wieku. Pod koniec XX wieku kościoły zielonoświątkowe odnotowały znaczący wzrost liczby wiernych.

## Statystyki
Największe kościoły w kraju, w 2010 roku, według Operation World i Prolades (*):
| Kościół                                    | Liczba członków | Liczba wiernych | Procent ludności |
| ------------------------------------------ | --------------- | --------------- | ---------------- |
| Rodzimi zielonoświątkowcy                  | 78 671          | 225 tys.        | 2,95%            |
| Kościół Poczwórnej Ewangelii               | 77 tys.         | 215,6 tys.      | 2,83%            |
| Kościół Adwentystów Dnia Siódmego          | 90 tys.         | 198 tys.        | 2,6%             |
| Kościół Boży (Cleveland)                   | 61 tys.         | 184 830         | 2,43%            |
| Zbory Boże                                 | 35,5 tys.       | 119 tys.        | 1,56%            |
| Kościół Księcia Pokoju                     | 34 tys.         | 113 220         | 1,49%            |
| Bracia plymuccy                            | 42 tys.         | 105 tys.        | 1,38%            |
| Centralny Kościół Amerykański              | 24 tys.         | 82,8 tys.       | 1,09%            |
| Światowa Misja Ewangelii                   | 33 tys.         | 61,5 tys.       | 0,81%            |
| Konwencja Baptystyczna Hondurasu           | 30,5 tys.*      |                 |                  |
| Środkowoamerykańskie Kościoły Ewangeliczne | 24 tys.*        |                 |                  |
| Ośrodek Szkolenia Chrześcijańskiego        | 16 tys.*        |                 |                  |
| Kościół Bożych Proroctw                    | 15,3 tys.*      |                 |                  |
| Kościół „Filadelfia”                       | 14,4 tys.*      |                 |                  |
| Biblijny Kościół Baptystyczny              | 13,5 tys.*      |                 |                  |
| Kościół „Port do Nieba”                    | 12,5 tys.*      |                 |                  |